# Airfix
Airfix è un produttore britannico di modelli in plastica di aeromobili, di proprietà della Hornby Railways.

## Storia

### Origini
L'Airfix fu fondata nel 1939 dall'ungherese Nicholas Kove. Inizialmente produceva giocattoli gonfiabili in gomma. Il marchio Airfix fu scelto perché parte del processo di produzione consisteva nell'iniettare aria nei prodotti. Dopo l'interruzione della seconda guerra mondiale, la produzione riprese con pettini di plastica. L'Airfix fu il primo produttore inglese ad introdurre nella lavorazione della plastica una macchina per lo stampaggio ad iniezione.

### Ingresso nel mercato del modellismo

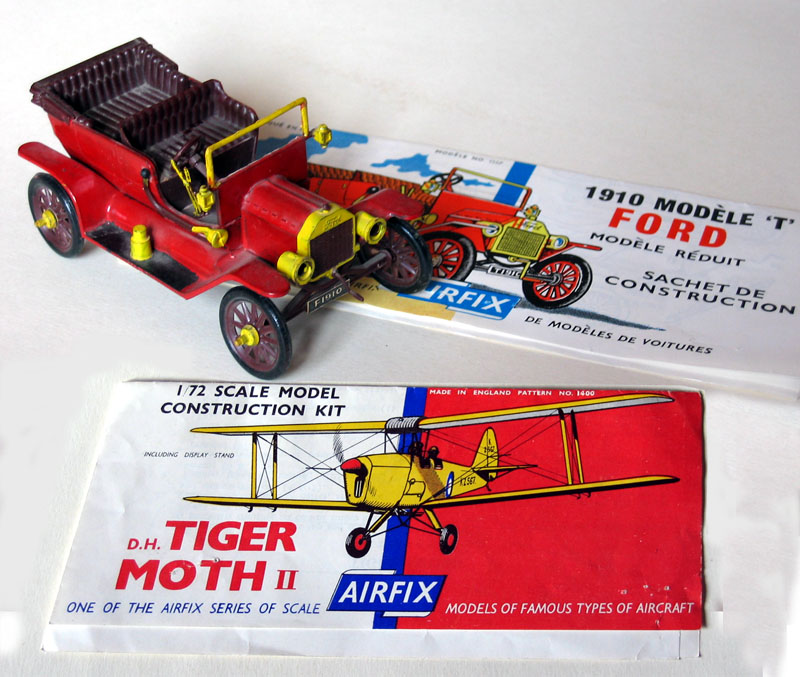
Modellino Airfix del 1957

Nel 1949 iniziò la produzione con un modellino di un trattore Massey Ferguson. Il modello era realizzato in acetato di cellulosa e assemblato a mano. Inizialmente destinato ai distributori della Ferguson, venne poi messo in vendita in kit di montaggio attraverso i negozi della F.W.Woolworth per incrementarne le vendite e riducendo così i costi di produzione.
Nel 1952 il responsabile commerciale della Woolworth, Jim Russon, suggerì alla Airfix di produrre un kit di montaggio della nave di Francis Drake, la Golden Hind. Il kit venne prodotto nel più stabile polistirene. La confezione venne realizzata, anziché nella tradizionale scatola di cartone, in un sacchetto di plastica chiuso da un foglio di carta che riportava anche le istruzioni per il montaggio. Fu un grande successo che porto la società a produrre numerosi altri modelli. Il primo modello di aereo fu quello del Supermarine Spitfire Mk. V prodotto nel 1953 in scala 1/72.
A partire dall'inizio degli anni sessanta l'Airfix fu attiva anche nel campo delle pubblicazioni relative al modellismo, pubblicando mensilmente la rivista Airfix Magazine dedicata ai vari aspetti del modellismo statico. Negli anni sessanta e settanta la ditta conobbe una grande espansione, così come l'hobby del modellismo. La gamma di prodotti della Airfix si espanse fino a comprendere automobili antiche e moderne, motociclette, treni e accessori, veicoli militari, navi, razzi, navi spaziali e soldatini (sempre in scala 1/72) da dipingere, accanto ad una sempre maggiore gamma di aerei. La maggior parte di questi kit veniva realizzata nella scala 1/72.
Da metà degli anni settanta in poi vennero introdotti modelli di dimensioni maggiori, tra cui Spitfire, Hurricane-MK1 e Harrier, Stuka JU-87, P-51D Mustang, Messerschmitt Bf 109, Focke-Wulf 190-AS in scala 1/24. Nel 1977 venne prodotto il carro armato Lee-Tank in scala 1/32. Tutti i kit venivano prodotti con lo stampaggio ad iniezione di polistirene.
La crescita del mercato portò alla comparsa di numerosi concorrenti e l'inserimento nel mercato di produttori giapponesi e statunitensi. Nello stesso periodo crebbe anche la Humbrol, azienda che produceva vernici, colle e pennelli per la finitura dei modellini.

### Declino
Negli anni ottanta, l'hobby del montaggio di modelli di aerei conobbe un rapido declino dovuto a vari fattori, fra cui lo sviluppo dei videogiochi e l'introduzione di modelli già montati, che portò ad un drastico calo degli acquirenti interessati al montaggio manuale dei modelli. Questo, unito alle perdite causate da altri prodotti, nel 1981 portò l'azienda alla bancarotta e ad essere venduta dapprima alla MPC poi, nel 1986, alla Humbrol. Ciò permise di realizzare delle sinergie, essendo le gamme di prodotti delle due ditte complementari.
Nel 2006 anche la Humbrol ebbe difficoltà finanziarie e la Airfix assieme ad altre attività furono cedute alla Hornby Hobbies, storico produttore britannico di materiale per fermodellismo. La Hornby nel 2007 realizzò vari kit di montaggio fra i quali RNLI-Severn Class Lifeboat in scala 1/72, Spitfire Mk.I in scala 1/48, oltre a quattro diorami di un campo di volo. A inizi 2008 l'Airfix realizzò alcuni modelli di aerei quali l'Electric Canberra B(I)8 in scala 1/48 ed il Nimrod. Airfix tuttora produce modelli .

## Prodotti

### Model railways
Nel 1962 Airfix comprò da Rosebud Kitmaster Ltd il suo archivio prodotti nel ferromodellismo Kitmaster. Solo dieci locomotive Kitmaster furono marchiate Airfix.
Dal 1975 al 1981, Airfix commercializzò modelli ferroviari in scala 00. Modelli di pregevole fattura dal punto di vista del dettaglio, superiori alla concorrente Hornby. Il modello della Great Western Railway (GWR) 0-4-2 autotank a vapore e GWR autocoach sono ancora oggi delle pietre miliari.
L'etichetta divenne Great Model Railways (GMR) nel 1979. Airfix lasciò il ferromodellismo nel 1981, venduta la divisione alla Palitoy con la serie Mainline Model Railways.
Anche dopo la cessione, il mensile Model Trains, pubblicato dal gennaio 1980, proseguì per alcuni anni dopo il 1981. 
Da Model Trains si passò a Scale Trains nell'aprile 1982, poi Scale Model Trains nel 1984. Scale Model Trains venne pubblicato fino al giugno 1995. Poi il nuovo editore lanciò Model Trains International.

### Airfix Motor Racing
Nel 1963 viene introdotto Airfix Motor Racing, piste con auto Slot car e modelli in scala 1/32, Ford Zodiac, Sunbeam Rapier. Il primo set fu con Ferrari e Cooper. Sulla scia di Scalextric, Airfix tentò senza successo lo sviluppo di Model Road Racing Company (MRRC).

### Videogame
Nel 2000 la EON Digital Entertainment commercializza Airfix Dogfighter per Microsoft Windows. La rappresentazione di battaglie aeree durante la seconda guerra mondiale, con Me-262 e F6F Hellcat. I modelli possono essere realizzati virtualmente dai giocatori, così come navi, sottomarini, carri armati etc.

### Model kit

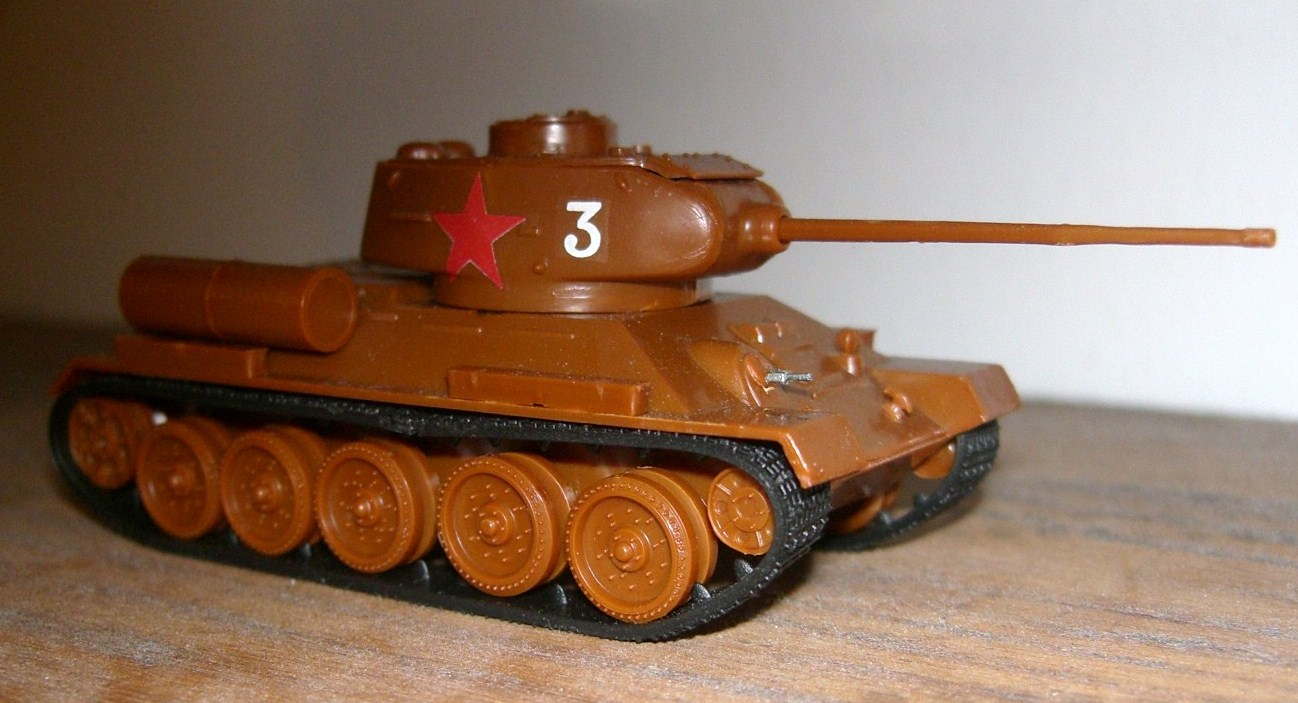
T-34/85 in scala 1:76

Negli anni:
Velivoliscala 1:24, 1:48, 1:72, 1:144 e 1:300, i più noti kit della Airfix. Il set di due è chiamato "Dogfight".
Razzi e navicelle spazialiscala 1:72 e 1:144. Moduli lunari e Vostok, Saturn IB, Saturn V. Fantasy Eagle Transporter della serie TV Space: 1999, Angel Interceptor della serie Captain Scarlet and the Mysterons.
Imbarcazioniscala 1:72 E-Boat, Vosper MTB e RAF Rescue Launch.
Navi militariscala 1:400, 1:600 e 1:1200 scale. "Bismarck chase"
Navi civiliscala 1:600. Mauretania, Queen Elizabeth, QE2, QM2, Canberra, France, Free Enterprise II
Navi storichescala 1:600 e 1:96 to 1:180.
Autoscala 1:12, 1:24, 1:25, 1:32 e 1:43. Bentley Blower, Monkeemobile, Toyota 2000GT, Agente 007 - Si vive solo due volte (You Only Live Twice) - Airfix ha anche fatto il Wallis WA-116 che appare nello stesso film.
Motociclettescala 1:8, 1:12, 1:16 e 1:24.
Treni e accessoriscala 1:76. Kitmaster.
Veicoli militariscala 1:32, 1:35, 1:72 e 1:76. Airfix fu la prima a realizzare nel 1960 in scala 1:72 con il Bristol Bloodhound.
"RAF Refuelling Set", "RAF Recovery Vehicle Set", "Airfield Fire Rescue Set" per diorama.
Dioramascala H0/00 "Battlefront History", "Rampaging Scorpion" e "Colossal Mantis".
Figurescala 1:76, 1:72 e 1:32. Soldatini 14/30 per scatola 1:32, 30/50 per scatola 1:72 in polietilene.
Multipose Figuresscala 1:32. in polistirene assemblabili.
Collector Series54 mm.
Historical Figuresscala 1:12. Elizabeth I, Anna Bolena, Edoardo il Principe Nero, Enrico VIII d'Inghilterra, Giulio Cesare, Oliver Cromwell, Lancieri del Bengala, Principessa Anna, James Bond e Oddjob.
Wildlife Seriesscala 1:1. British garden birds in un diorama.
DinosauriTyrannosaurus Rex.
Museum SeriesMotore a vapore, Paddle Engine, locomotiva Richard Trevithick e motore quattro cilindri.
Robogearscience fiction.
Doctor WhoDoctor Who TV series, TARDIS.

### Box art
Artisti come Roy Cross hanno disegnato le scatole commercializzate.

## Cultura di massa
La storia di Airfix è presente nel mondo anglosassone in particolare. Nel 2008 una pubblicità televisiva della Grupo Santander riproduceva un'auto di Formula 1 di Lewis Hamilton.
Un modello a grandezza naturale del Supermarine Spitfire è stato fatto per la serie BBC TV James May's Toy Stories nel 2009.
Nel drama della BBC Call the Midwife terza serie, episodio 6, Timothy Turner chiede alla matrigna "can I show Colin my Airfix Supermarine Spitfire?"